# Rhein-Ruhr-Halle

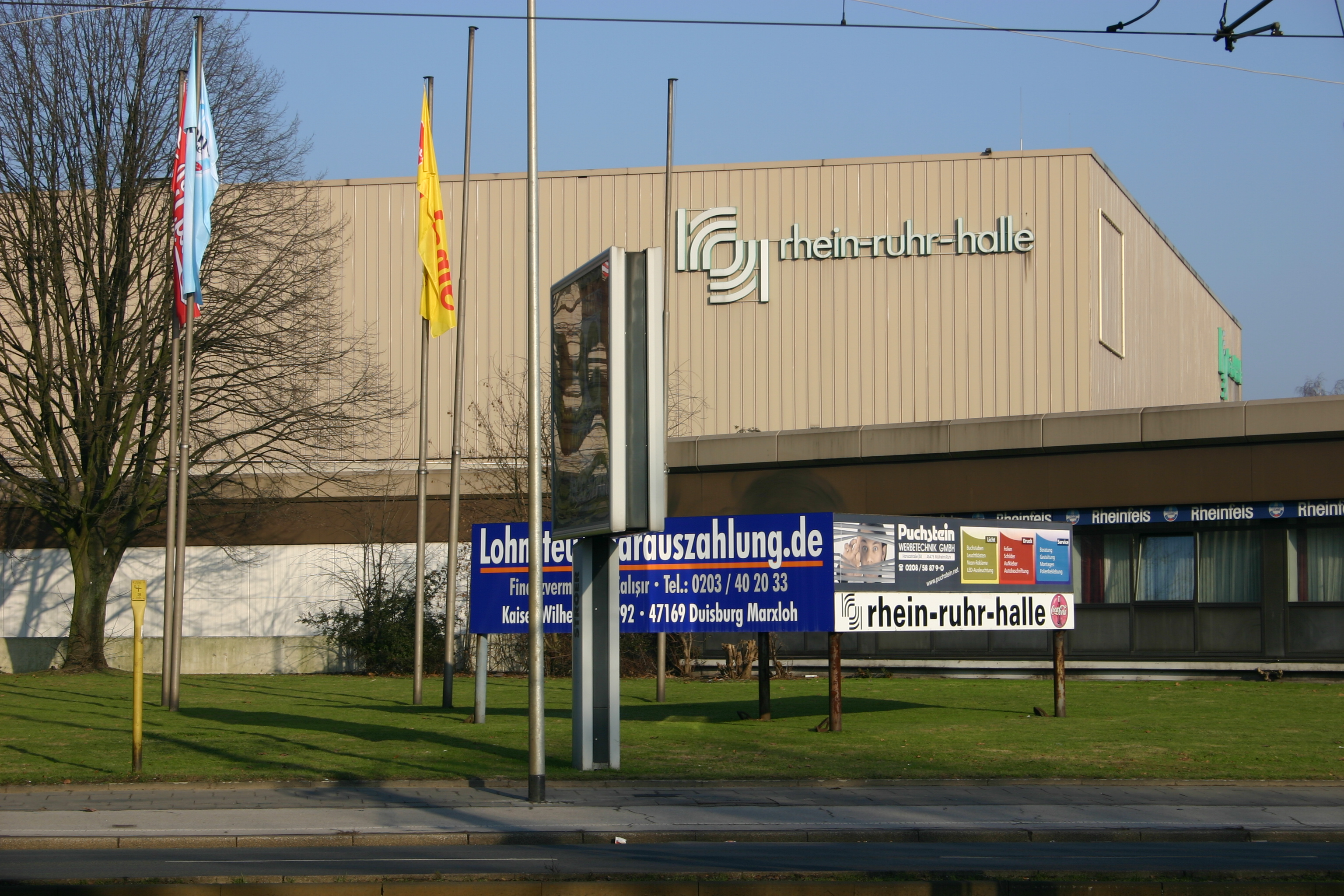
Südwestseite der ehemaligen Rhein-Ruhr-Halle an der Duisburger Straße.

Die Rhein-Ruhr-Halle war eine Mehrzweckhalle in Duisburg-Hamborn, die von 1975 bis 2011 betrieben wurde. Sie hatte eine Szenenfläche von 45 × 54 Metern und bot Platz für 1100 bis 4362 Personen.
Die Halle lag unmittelbar an der Ausfahrt Duisburg-Marxloh der A59 und war direkt an die Straßenbahnlinie 903 sowie mehrere Buslinien angeschlossen. Die Haltestelle  „Rhein-Ruhr-Halle“ behielt auch nach Abriss des Gebäudes diesen Namen.

## Geschichte

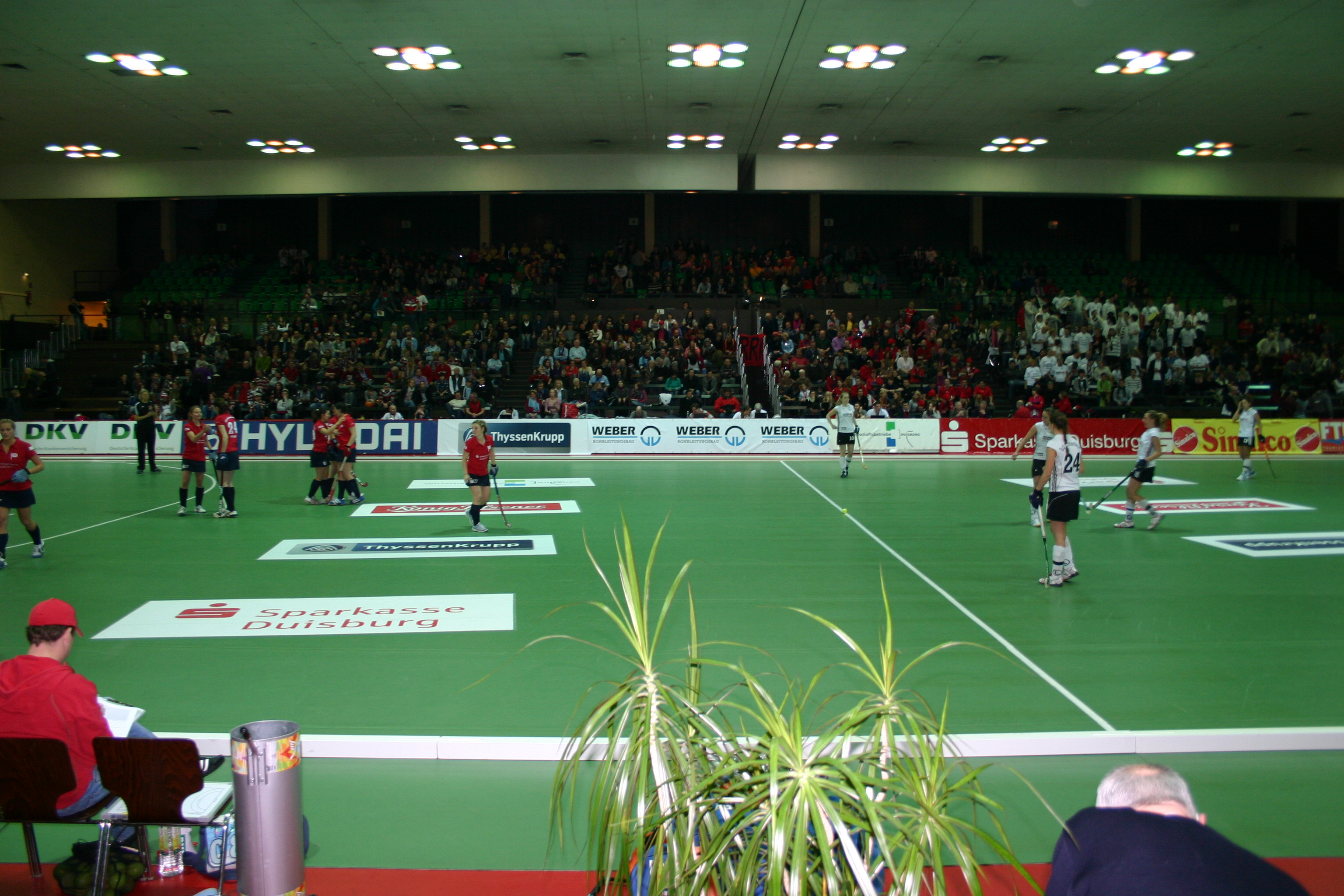
Sportveranstaltung in der ehemaligen Rhein-Ruhr-Halle

Die Halle wurde am 31. Oktober 1975 eröffnet.
Die Halle wurde für Fernsehshows, Konzerte, Sportveranstaltungen sowie Messen und Ausstellungen genutzt. Jeden Dienstag findet auf dem Parkplatz der Halle ein Trödelmarkt statt.
Die Sendung Wetten, dass..? wurde mehrmals aus der Rhein-Ruhr-Halle gesendet; im Gedächtnis geblieben ist insbesondere die Ausgabe vom November 1995 mit der Weltpremiere des Earth Song von Michael Jackson. Auch andere Fernsehsendungen, wie beispielsweise Flitterabend oder Die verflixte Sieben mit Rudi Carrell, machten in der Rhein-Ruhr-Halle Station. Ebenfalls gern gesehener Gast in der Halle war Dieter Thomas Heck mit seinen Sendungen Melodien für Millionen oder Musik liegt in der Luft.
In den 1980er und 1990er Jahren fanden auch viele Konzerte von Udo Jürgens, James Last und anderen Künstlern in Hamborn statt. Die World Games 2005 wurden teilweise in der Halle ausgetragen.
Im September 2009 verunglückte ein Bühnenarbeiter bei Aufbauarbeiten für eine Ausgabe von Willkommen bei Carmen Nebel tödlich.

### Schließung
Im März 2011 wurde die Halle geschlossen. Die letzte öffentliche Veranstaltung war ein Auftritt von Atze Schröder am 17. März, die letzte nichtöffentliche Veranstaltung eine Versammlung von Thyssenkrupp ein paar Tage danach. Die Schließung war in der Stadtpolitik umstritten, da sie eigentlich erst erfolgen sollte, wenn eine neue Sporthalle in Hamborn als Ersatz fertiggestellt ist. Tatsächlich wurde die neue Sporthalle jedoch erst 2015 fertiggestellt und als reine Sport- und nicht als Veranstaltungshalle ausgeführt.

## Zukunft

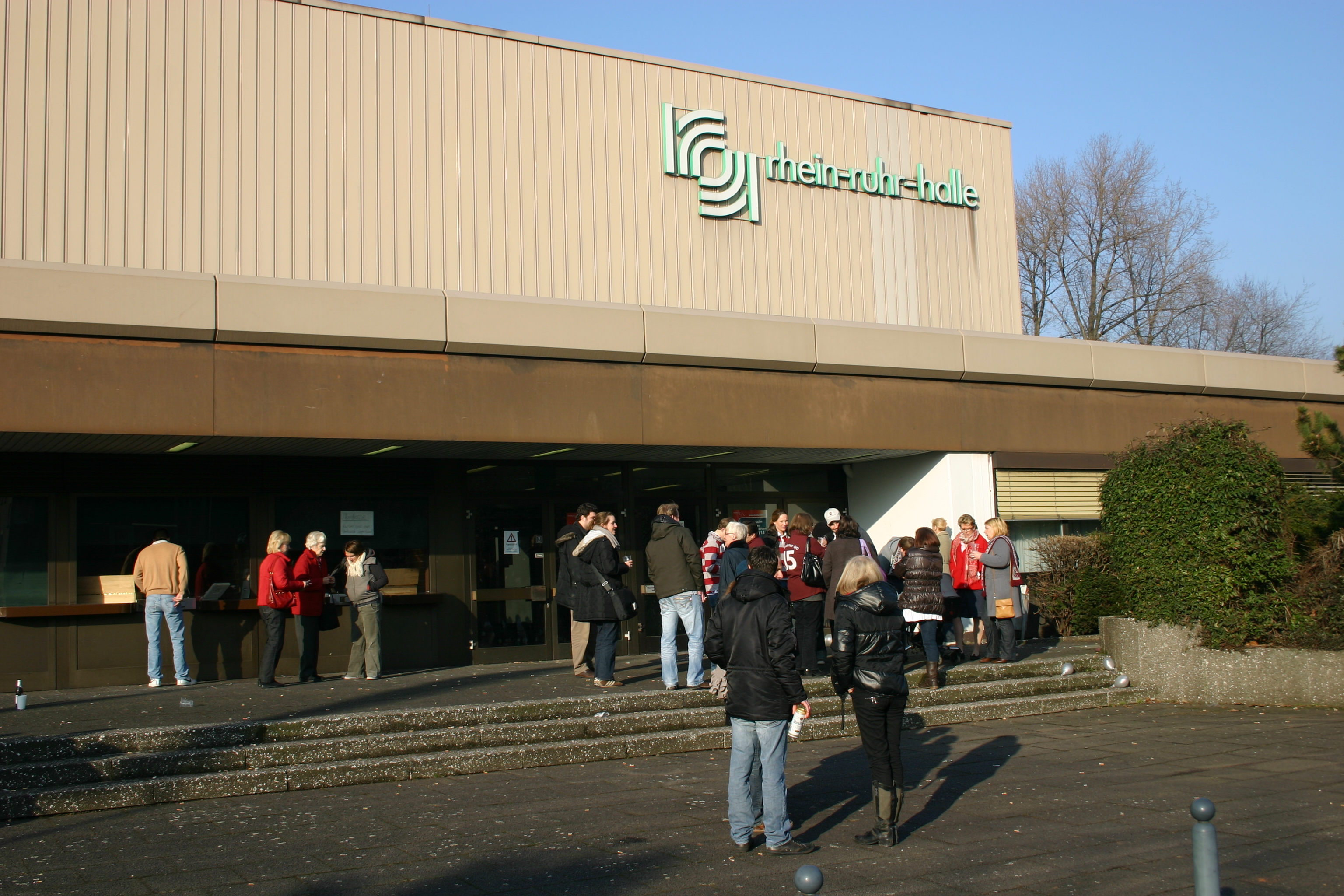
Haupteingang der ehemaligen Rhein-Ruhr-Halle

### Pläne für Outlet-Center
Ein niederländischer Investor wollte auf dem Gelände der Rhein-Ruhr-Halle für rund 125 Millionen Euro ein Einkaufszentrum für Markenwaren errichten, das „Duisburg Village Outlet“. Die Rhein-Ruhr-Halle sollte als Gerüst erhalten bleiben. Ein neues gläsernes Dach sollte einen offenen Boulevard bilden, der die einzelnen Geschäfte auf einer Gesamtfläche von 19.000 Quadratmetern verbunden hätte. Ursprünglich sollten 95 Geschäfte im Oktober 2013 eröffnet werden, jedoch wurde der Bau des Outlet-Centers mehrfach verschoben. Ein Hauptgrund dafür waren Proteste von Anwohnern, da für den Bau mehrere umliegende Wohnhäuser der angrenzenden „Zinkhüttensiedlung“ abgerissen und die Bewohner umgesiedelt werden sollten.

### Scheitern der Planungen und weiterer Leerstand

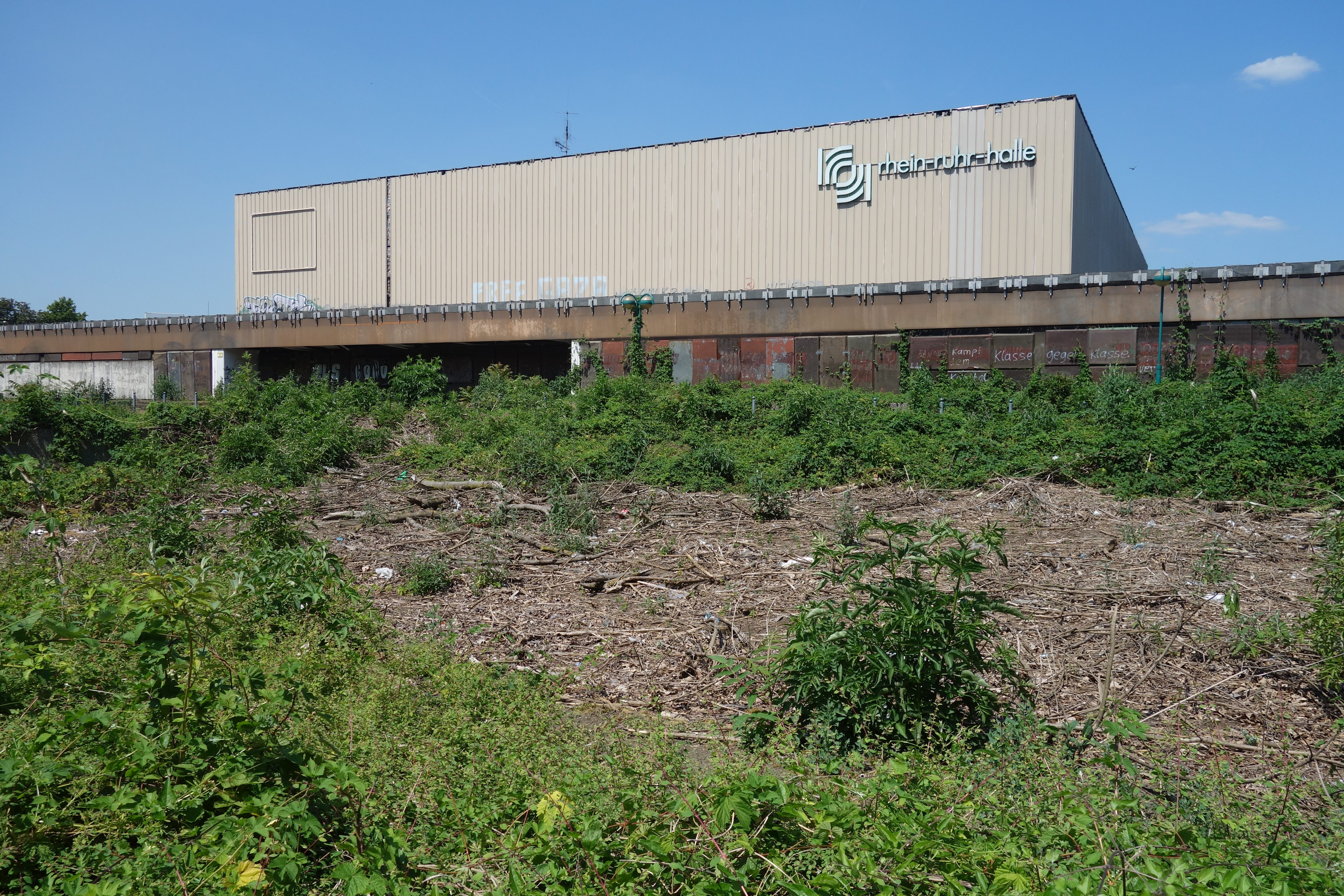
Maroder Zustand der ehemaligen Rhein-Ruhr-Halle und Verwilderung des Geländes (2023)

Im Februar 2016 beschloss die Bezirksvertretung das Ende der Planungen. Ab 2017 wurden neue Investoren gesucht. Zwar gingen infolge der neuen Ausschreibung mehrere Angebote ein, ein neuer Käufer war mit Stand Januar 2018 jedoch noch nicht gefunden worden. Auch 2019 war die Halle noch immer ungenutzt und verfiel zunehmend; zudem lag auf dem Gelände Müll herum und waren Metallteile der Hallenverkleidung entweder durch Sturmschäden oder Metalldiebstahl verschwunden.

### Abriss
Im September 2019 wurde der Abriss der Halle beschlossen, der zunächst für Ende 2020 geplant war.
Zwischenzeitlich wurde vonseiten der Stadt ab Mitte 2020 über eine eventuelle Sanierung und Reaktivierung der Halle nachgedacht. Im Februar 2023 wurde jedoch bekannt, dass der Abriss letztlich im Frühsommer desselben Jahres stattfinden soll. Am 26. Juni 2023 kam es zu einem kleineren Schwelbrand in einer Kegelbahnanlage im Inneren. Die Bekämpfung des Feuers durch die Feuerwehr Duisburg wurde in der 8. Staffel der WDR-Serie Feuer & Flamme dokumentiert.
Anfang 2024 begann der Abriss der Halle und war Anfang Herbst 2024 abgeschlossen. Das Gelände soll künftig von der Feuerwehr Duisburg sowie als Parkplatz genutzt werden.